# Николаевский мост (Красноярск)
Николаевский мост — автомобильно-пешеходный мост в городе Красноярске через реку Енисей. Соединяет Октябрьский и Свердловский районы города.
Официальное название моста выбрано в 2018 году. При опросе красноярцев наиболее популярным предложенным названием оказалось «Николаевский» (по названию Николаевской сопки). Среди строителей мост известен как «Кошкин» — по фамилии  руководителя ОАО «Сибмост» — компании, занимающейся строительством этого объекта; также среди специалистов мост известен как «Волочаевский», по названию улицы, которой он оканчивается на левом берегу.
Были предложения назвать мост «Афонтовым», по расположению рядом с Афонтовой горой, исключительно ценным археологическим объектом Красноярска.
Мост является самым верховым мостом Красноярска по течению реки. Створ моста находится в ста семидесяти метрах выше существующих  железнодорожных мостов через Енисей, самый первый из которых, Царский, ныне разобранный, построен в эпоху правления Николая II, второй — в эпоху правления И.В. Сталина, в тридцатые годы прошлого века, третий — в конце XX века. Таким образом, новый мост возведён в историческом месте, где представлены разные эпохи существования России.

## История

Четвёртый мост и проектируемые подъездные пути к нему на генплане Красноярска.

Обоснование инвестиций строительства нового моста было разработано в 2005 году, стадия «проект» в 2010 году, рабочая документация —  в 2012 году. Все работы были выполнены петербургским ОАО «Трансмост».
Ключевой персонал, задействованный в разработке проекта — Е. Г. Агафонов (главный инженер проекта), Б. А. Кецлах (руководитель разработки проектно-изыскательной документации на строительство моста) , В. А. Галахов, С.И. Балан.
Строительство началось 27 октября 2011 года (вынут первый ковш земли, установлена памятная доска).
Строительство важного транспортного объекта находилось на контроле у министра транспорта РФ Максима Соколова и помощника президента Игоря Левитина, которые посетили его в феврале 2015 года в ходе Красноярского экономического форума. Игорь Левитин отметил, что обычно строительство таких объектов затягивается из-за сноса жилья и переноса коммуникаций, и поблагодарил власти края и города за соблюдение сроков в данном случае.
Мост строили Красноярский, Абаканский, Новосибирский, Алтайский мостоотряды, десятки субподрядных организаций.
История красноярского мостоотряда № 7 началась в октябре 1941 года, когда решением Государственного комитета обороны был сформирован мостовосстановительный поезд № 53. В годы Великой Отечественной войны он восстанавливал разрушенные инженерные сооружения на железнодорожных линиях от Москвы до западных границ. В 1945 году мостовосстановительный поезд № 53 был реорганизован в Мостоотряд № 7, который перешёл в распоряжение Мостостроительного треста № 2. В первое послевоенное десятилетие предприятие восстанавливало и строило инженерные сооружения в европейской части России и за Уралом. В их числе — мост через реку Старый Днепр (Запорожье), первый коммунальный мост через реку Обь (Новосибирск). С 1956 года Мостоотряд № 7 дислоцируется в Красноярске. Им были построены все автомобильные мосты через Енисей, вантовый мост, мосты через Качу. Позже Красноярский мостоотряд № 7 вошёл как структурное подразделение в ОАО Сибмост,  организованное в 1993 году.
Металлические пролётные строения моста изготавливались на Восточно-Сибирском заводе металлоконструкций и на омском НПО «Мостовик». 
26 июня 2015 года произошло соединение левобережного и правобережного участков.
22 сентября 2015 года движение по новому (но ещё не открывшемуся) мосту имитируют шестнадцать самосвалов. Все они загружены до предела, каждый весом в 25 тонн. Тяжёлые машины проезжали по сооружению с разной скоростью - от 10 до 40 километров в час.
29 октября 2015 года мост был торжественно открыт.
Для строительства подъездных путей к мосту на левом берегу планируется снести 611 жилых строений, бо́льшая часть которых к лету 2018 года снесена.
Левобережные подходы к мосту, включающие несколько эстакад и участок Николаевского проспекта, открыты 30 ноября 2018 года.

## Технические данные
Конструкция моста — комбинированная: стальные конструкции и железобетонные элементы. Покрытие моста: асфальтобетон.
Мостовой переход состоит из одного элемента. Общая длина моста с подходами и развязками — 6771,01 метра, в том числе 1273,35 метров в русловой части; предназначен для пропуска шести полос движения автотранспорта, пешеходов и двух теплотрасс диаметром тысяча миллиметров каждая; мостовой переход включает в себя также две многоуровневые транспортные развязки — одну на улице Дубровинского длиной 2,3 километра и вторую на Свердловской улице длиной 3,2 километра.
Ширина моста — тридцать один с половиной метр. Имеется два тротуара шириной по полтора метра. На мосту имеется шесть полос движения — по три полосы в каждую сторону. Установлено сто тридцать пять фонарей.
Мост состоит из руслового и правобережного эстакадного участков: русловой участок моста длиной 776,68 метров перекрыт неразрезным балочным металлическим пролётным строением с ортотропной плитой проезда по схеме 92,69+4х147,0+92,69 метров, усиленного в пролетах 147,0 метров подпругами.
Правобережная эстакада длиной 496,67 метров перекрыта сталежелезобетонным неразрезным балочным пролётным строением по схеме 63,0+69,0+84,0+78,0+2х63,0+42,0+27,0 метров.
Опоры моста приняты со свайными фундаментами и фундаментами мелкого заложения. В пределах русла  Енисея тело опоры выполнено сборно-монолитным, на береговых участках – из монолитного железобетона. Проектом предусмотрено освещение и архитектурно-художественная подсветка моста, устройство навигационной сигнализации и видеонаблюдения.
В состав мостового перехода также входят транспортные развязки: в двух уровнях по типу «труба» на правом берегу и в трёх уровнях на левом. Общая длина съездов развязок составляет 5 498 метров. На съездах расположено восемь путепроводов общей длиной 1580 метров с металлическими, сталежелезобетонными и железобетонными пролётными строениями, а также пять подпорных стенок полной длиной 562 метра. При устройстве развязок была выполнена реконструкция прилегающих улиц.
Общий вес смонтированных металлоконструкций пролётных строений мостового перехода составляет 26 177,9 тонны, объём — 328,72 кубометра железобетонных пролётных строений. Объём железобетонных плит проезжей части — 7 658 кубометров.
При строительстве было пробурено 9511,6 погонных метра и забетонировано 14 556 кубометров буронабивных свай. Объём уложенного бетона при сооружении шестидесяти семи опор опор составляет 32 312 кубометров. Дорожная одежда (включая тротуарную часть и разделительные полосы) выполнена на общей площади 66 549 квадратных метров.
На строительстве сооружения работало до полутора тысяч человек и двести пятьдесят единиц специализированной техники.

## Галерея

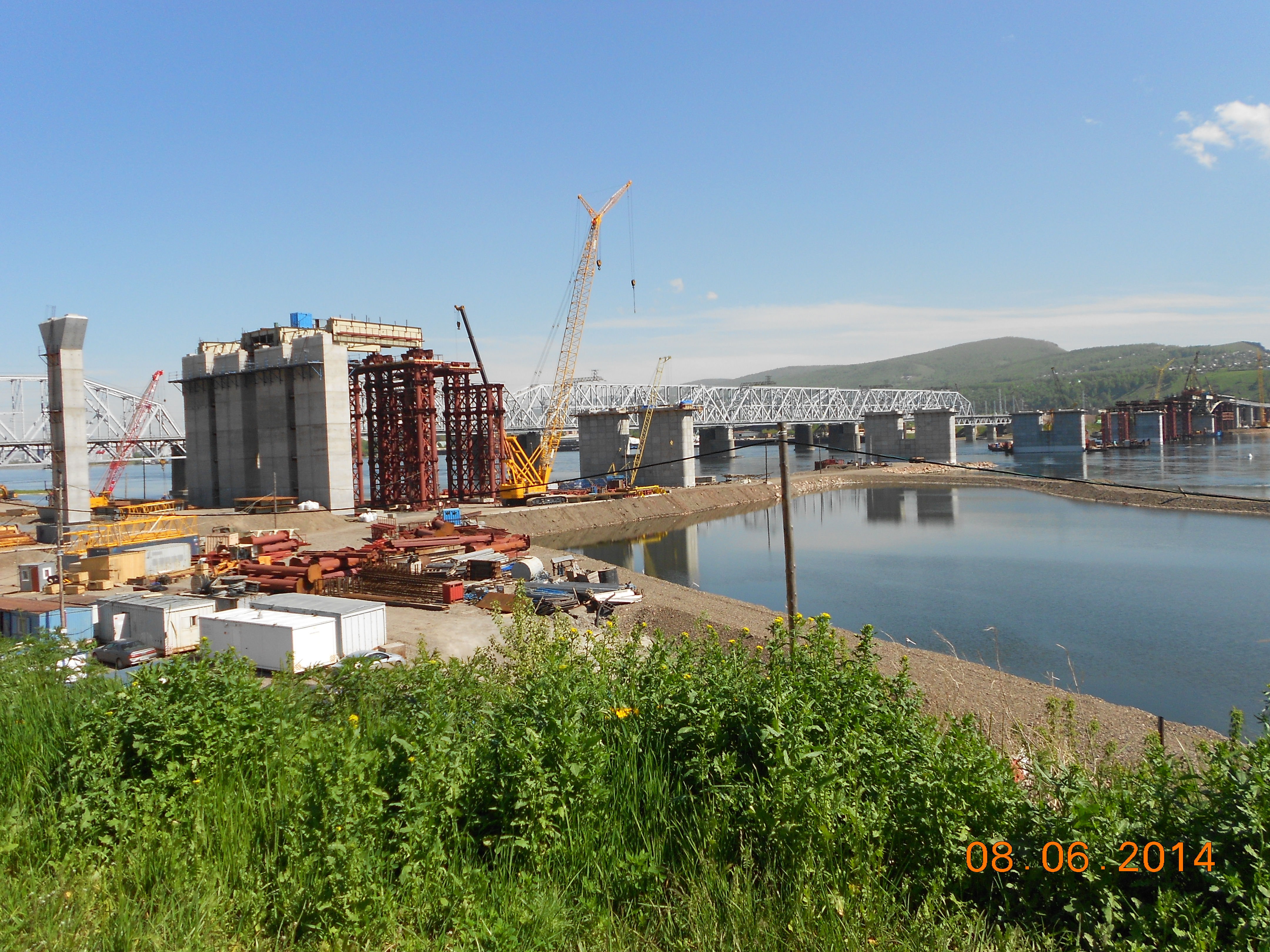
Процесс строительства моста

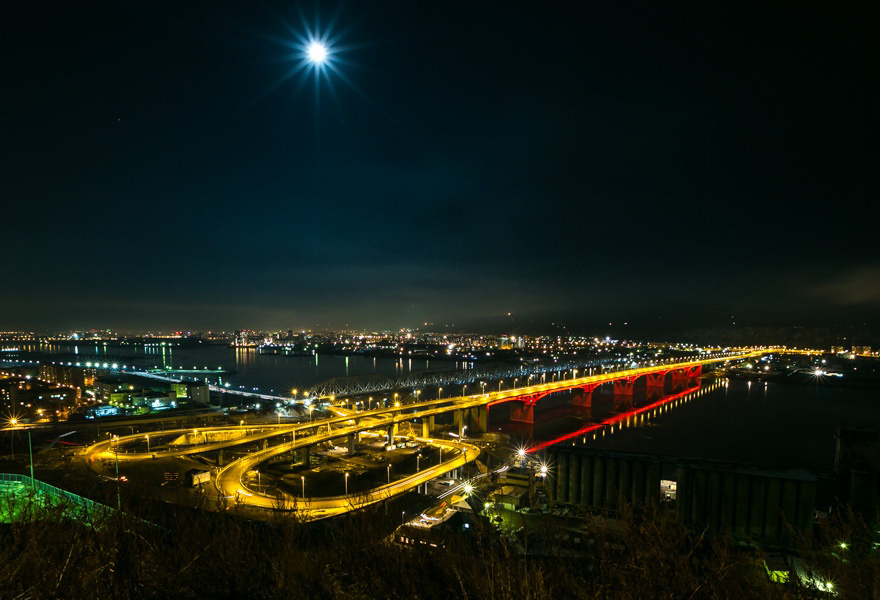
2015
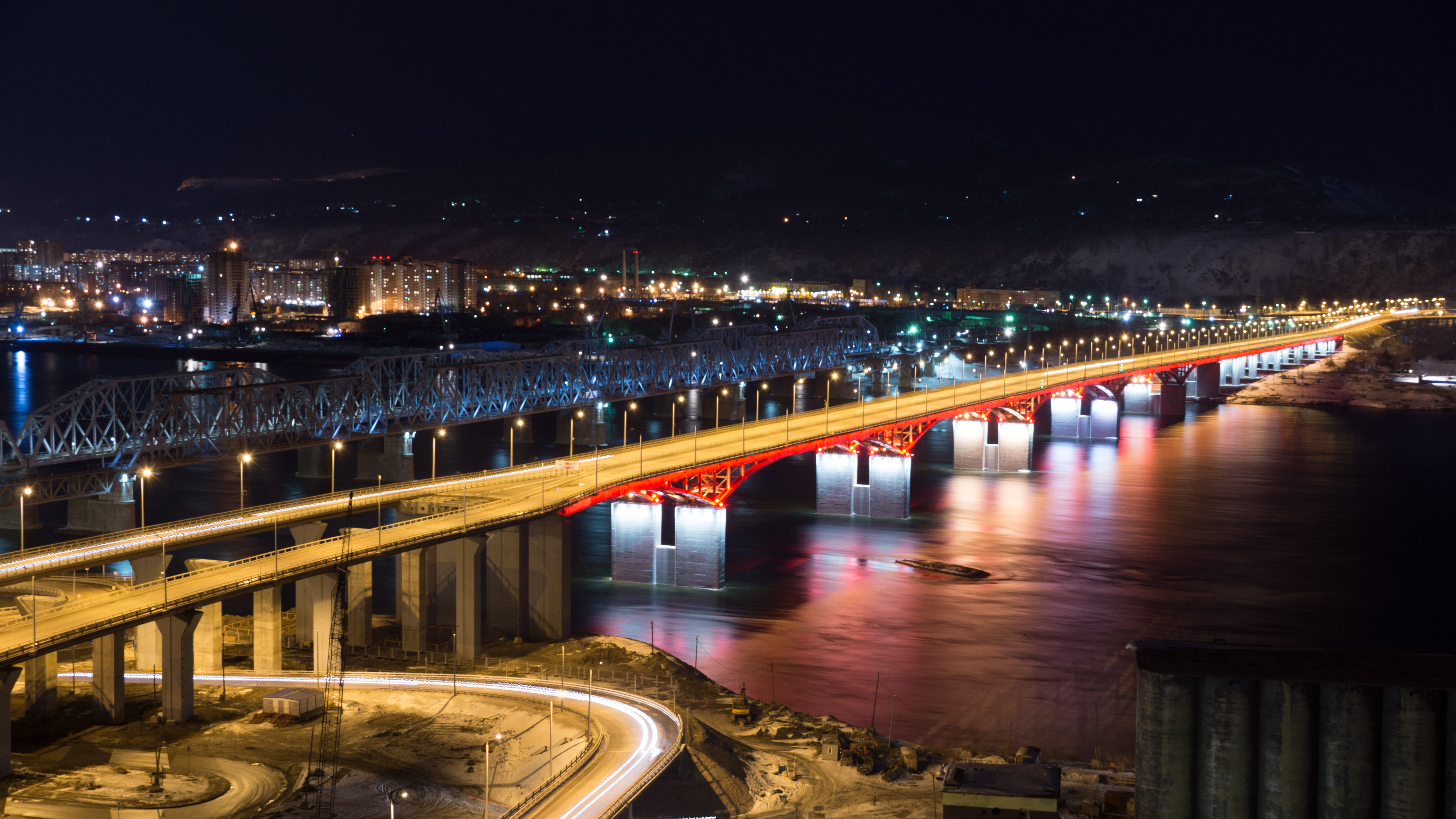
2017

Процесс строительства моста с левого берега

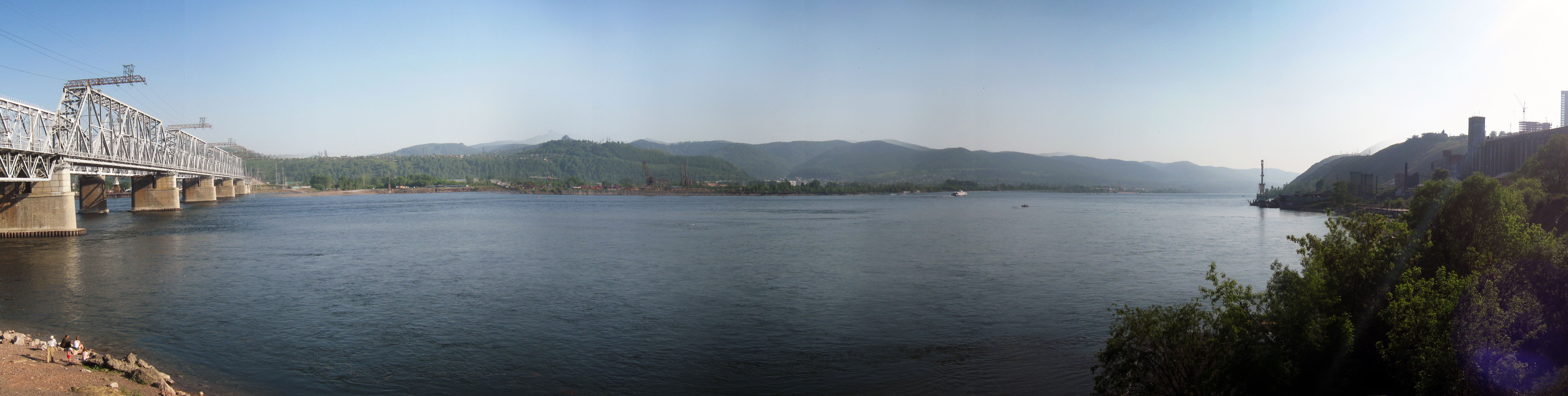
11 июля 2012
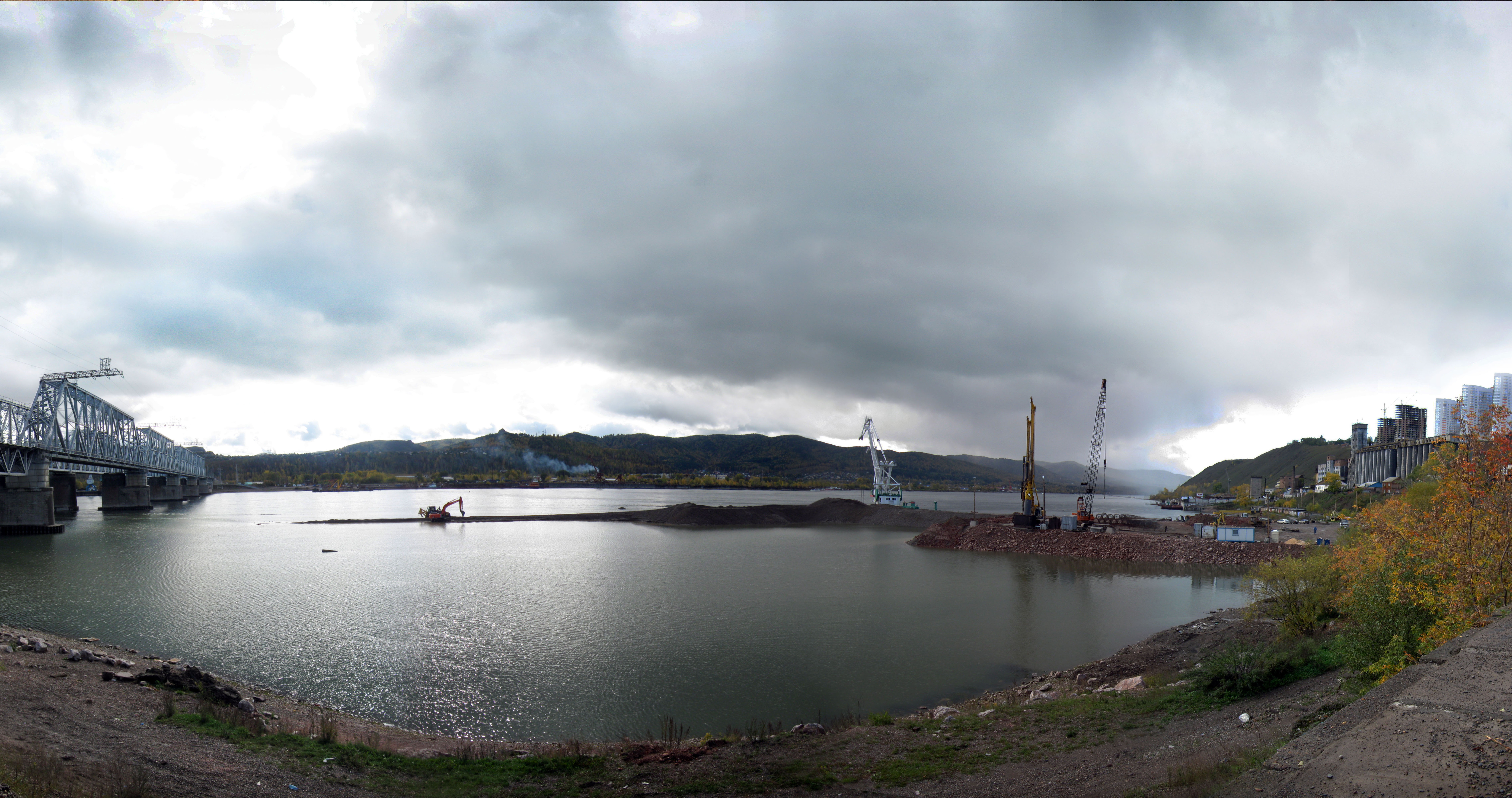
25 сентября 2012
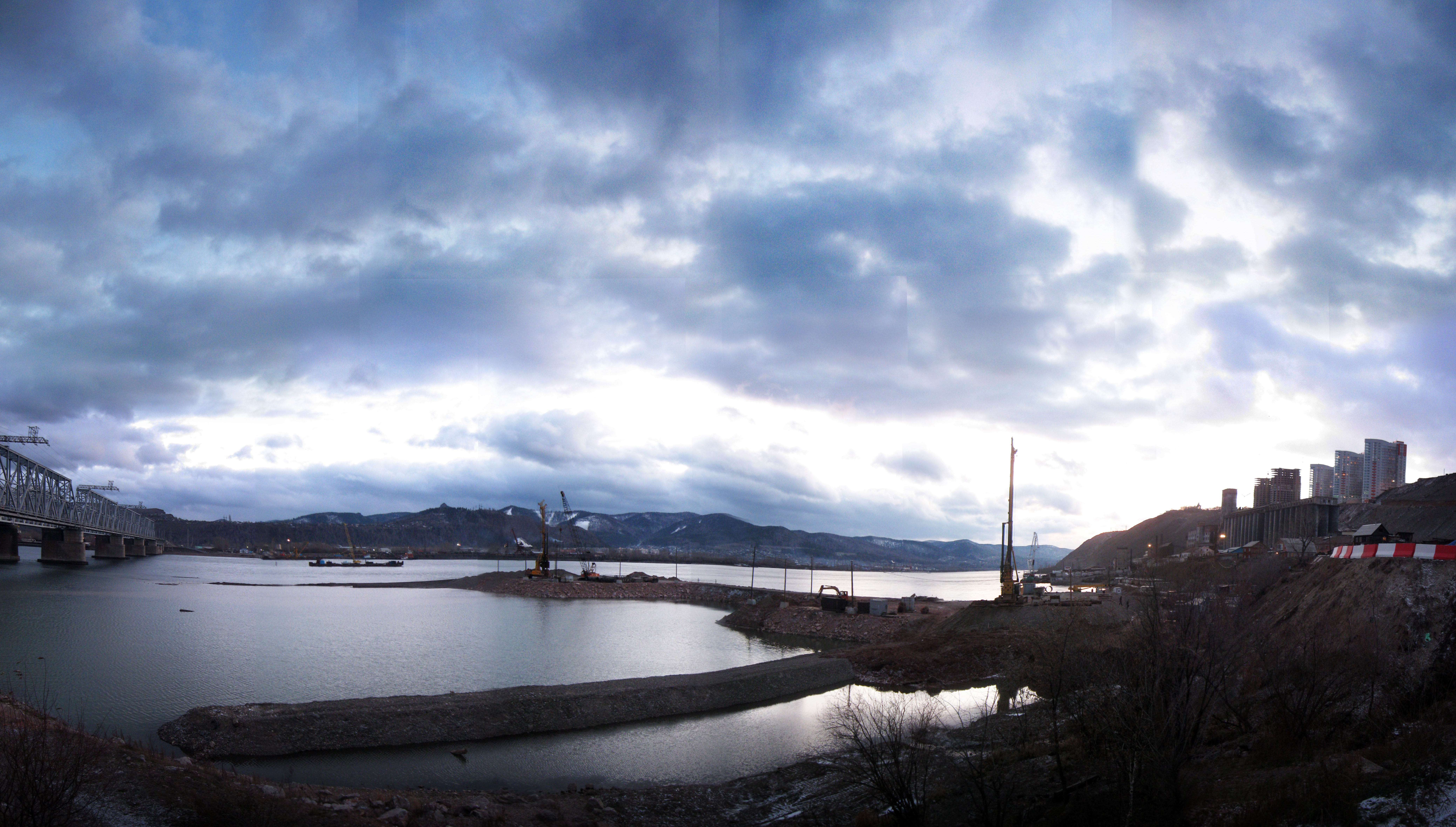
11 ноября 2012
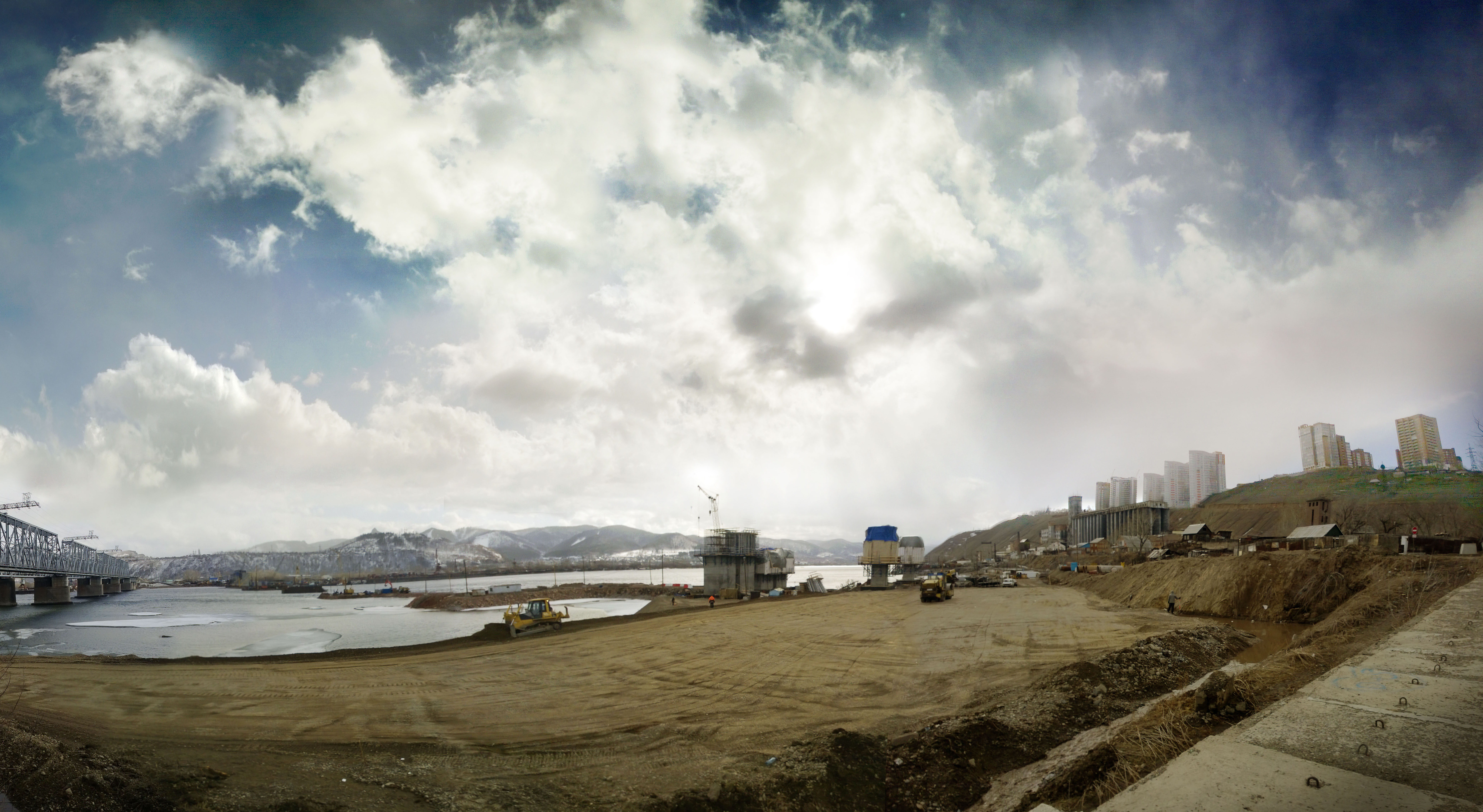
11 марта 2013
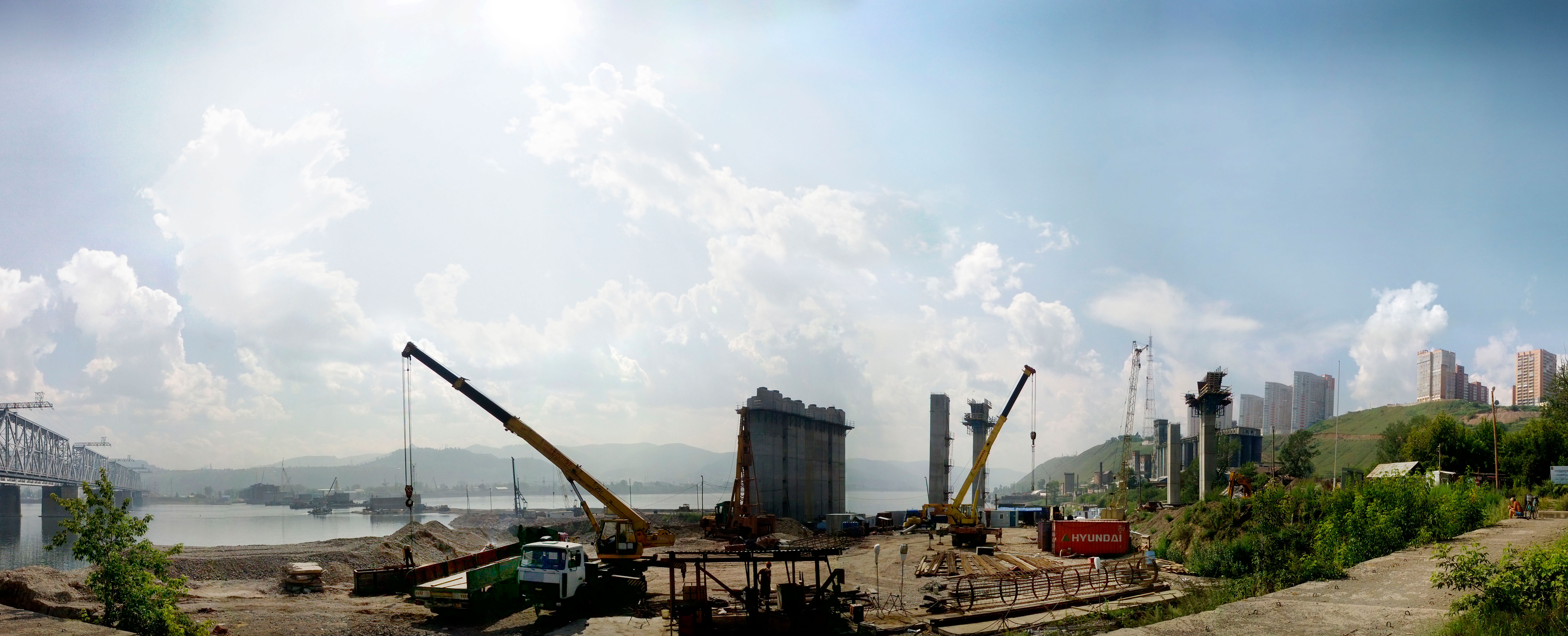
10 августа 2013
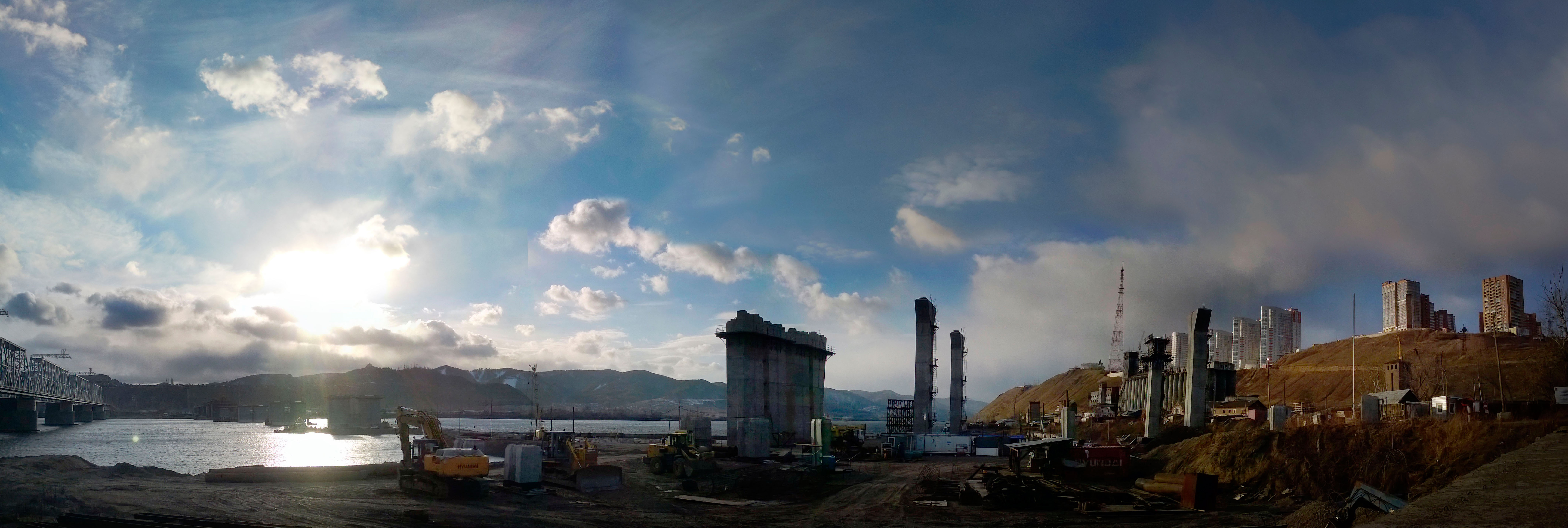
20 декабря 2013
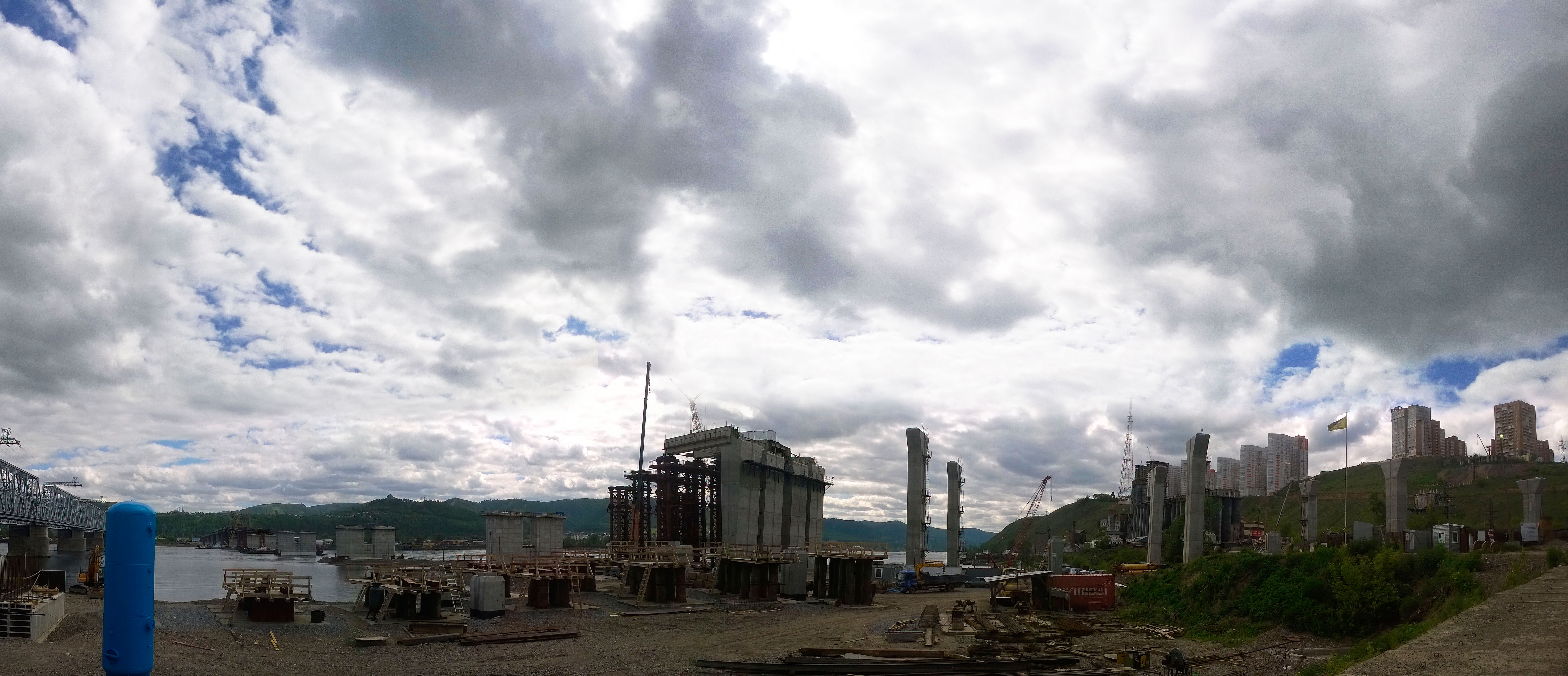
17 июня 2014
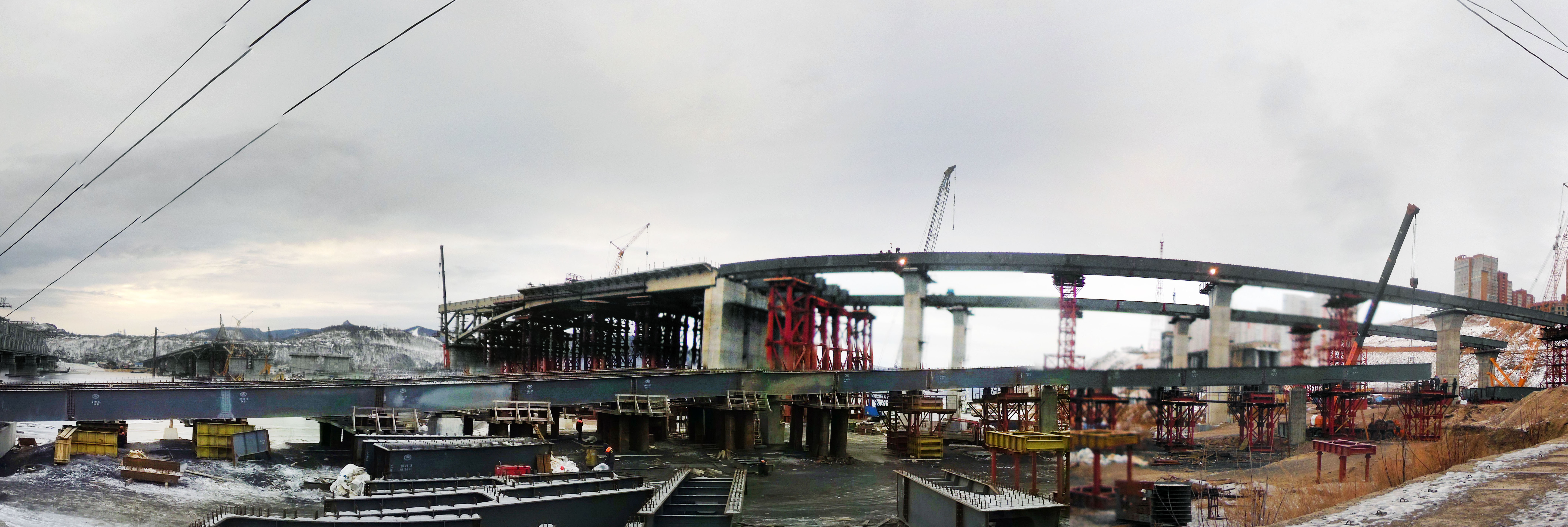
27 декабря 2014
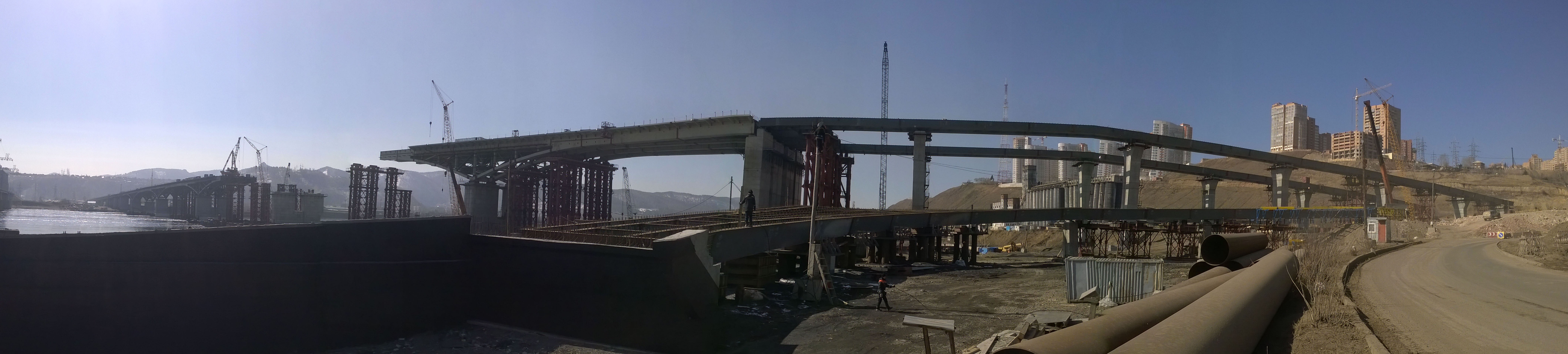
20 марта 2015
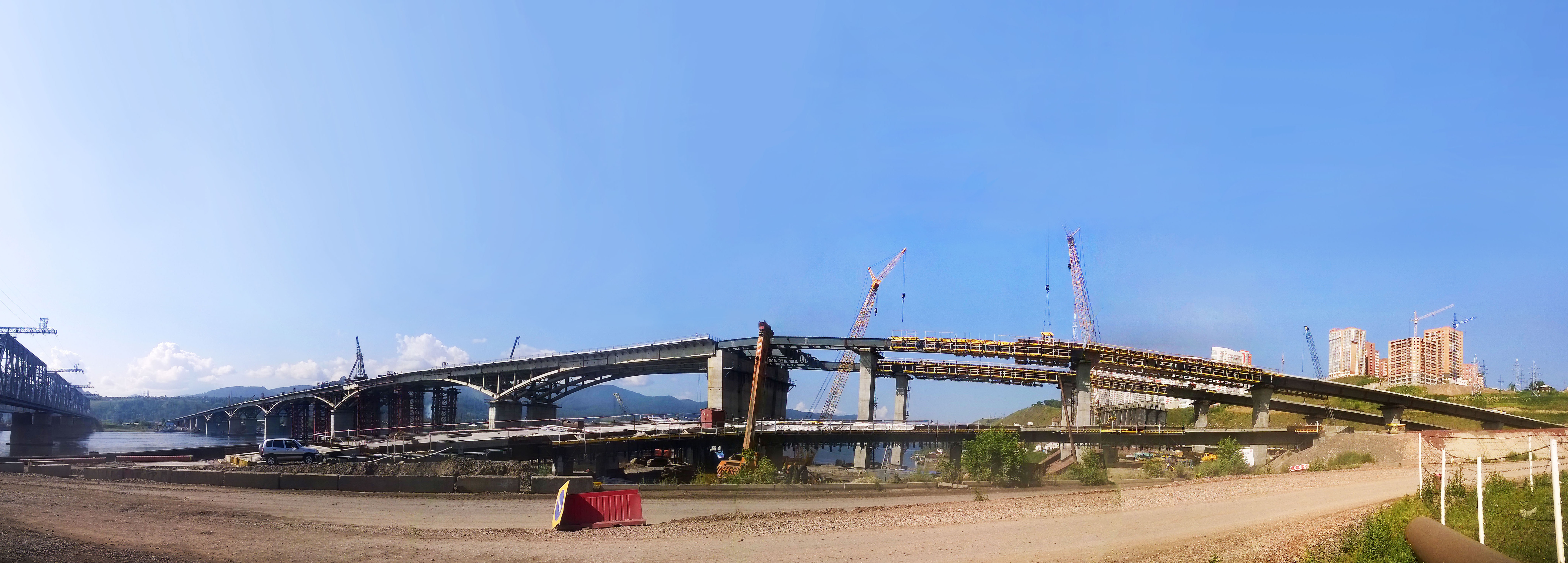
15 июля 2015
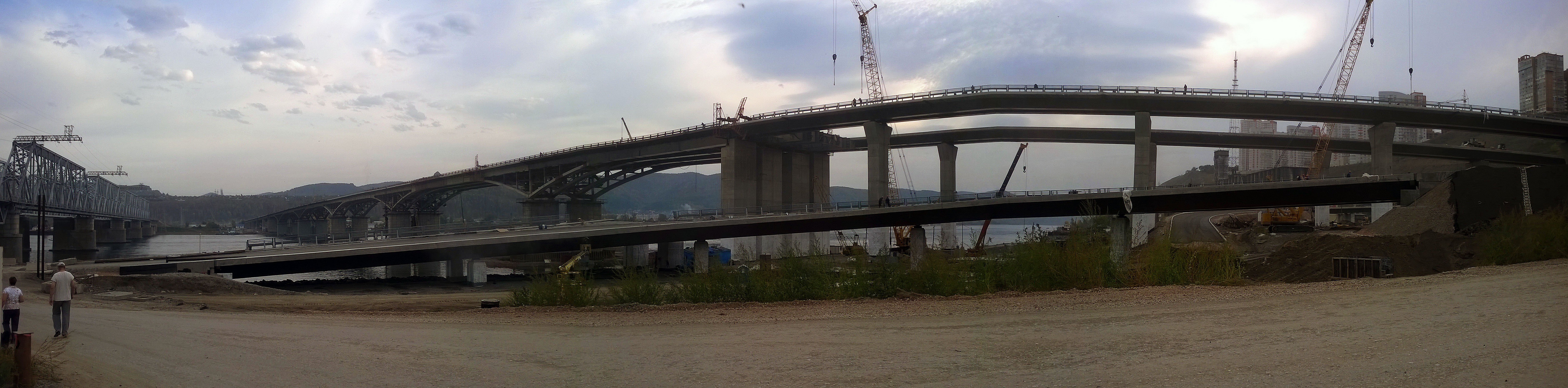
9 сентября 2015
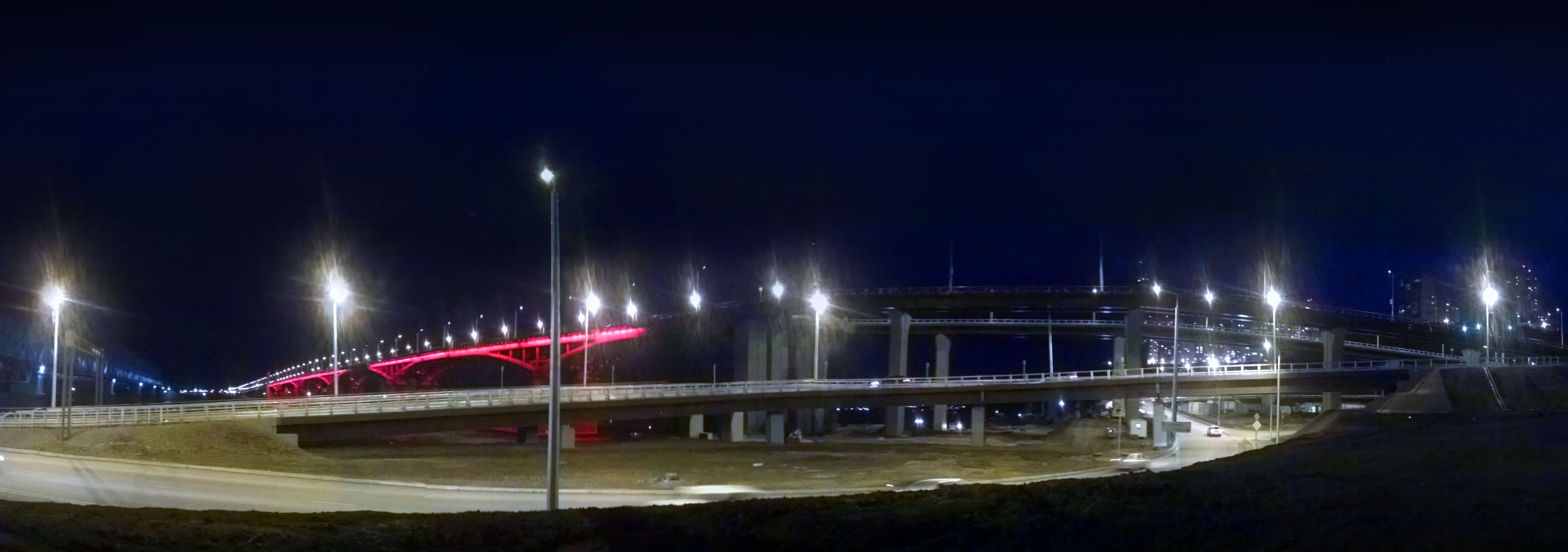
31 октября 2015

Мост после церемонии открытия
- 2015
- 2017